# 里奥曼苏
里奥曼苏是巴西米纳斯吉拉斯州的一个市镇。总面积232.102平方公里，总人口5212人，人口密度22.5人/平方公里。